# Зимске олимпијске игре 2006.
XX Зимске олимпијске игре су одржане у Торину, Италији од 10. фебруара до 26. фебруара, 2006. То је био други пут да су се Зимске олимпијске игре одржале у Италији, последњи пут је Италија била домаћин VII Зимских олимпијских игара 1956. године у Кортина д'Ампецо (Cortina d'Ampezzo). Трећи пут су се одржале Олимпијске игре у Италији, била је и домаћин XVII Олимпијских игара у Риму 1960. године.
Званични лого приказује име града „Торино“ ("Torino") на италијанском и локалном пијемонтском језику. Олимпијска маскота Торина 2006 је Neve ("снег“ на италијанском), женска грудва, и Gliz, мушка коцка леда.

## Церемонија отварања
Председник Италије Карло Ацељо Чампи отворио је у Торину 20. Зимске олимпијске игре. Олимпијску ватру је на крају двоипочасовне представе запалила Стефанија Белмондо, рекордер међу такмичарима у зимским спортовима са десет олимпијских медаља у нордијском скијању. Бакљу је у стадион унео најуспешнији алпски скијаш Италије Алберто Томба. Шесточлана делегација СЦГ изашла је на терен стадиона Комунале шездесет трећа. Заставу Србије и Црне Горе носила је скијашица Јелена Лоловић, која је учествовала у свих пет алпских дисциплина.
Многе познате личности су учествовале у церемонији отварања, неки од њих су: Софија Лорен, Јоко Оно (супруга Џона Ленона) и Лучијано Павароти

## Дисциплине
На 20. зимским Олимпијским играма у Торину, према званичној номенклатури, на програму је било седам спортова у 15 различитих дисциплина са укупно 84 такмичења.
Мушкарци су се такмичили у 47 спортских дисциплина, а жене у 39 дисциплина. За разлику од мушкараца, који су се надметали у 15 дисциплина, жене су се за медаље бориле у 13 дисциплина.
- Боб (четворосед, двосед)
- Скелетон
- Санкање (једносед, двосед)
- Алпско скијање (слалом, велеслалом, супервелеслалом (супер Г), спуст, Алпска комбинација)
- Скијашшко трчање (спринт, 15 + 15 км - штафета, 7,5 х 7,5 км штафрта, 15 км спринт појединачно, 10 км спринт појединачно, 50 км, 30 км - екипно спринт, 4 х 10 км штафета, 4 х 5 км штафета)
- Ски скокови - појединачно, екипно
- Нордијска комбинација - 15 км појединачно, 4 х 5 км екипно, 7,5 км спринт
- Сноуборд (паралел велеслалом, халф пајп, крос)
- Слободно скијање (могулс, аријалс)
- Биатлон (биатлон 10 км спринт, 7,5 км спринт, 12,5 км, 10 км, 20 км поједединачно, 15 км појединачно, 4 х 7,5 км шафета, 4 х 6 км штафета, 15 км, 12,5 км)
- Хокеј
- Брзо клизање (500 м, 1.000 м, 1.500 м, 3.000 м, 5.000 м, 10.000 м, 5.000 м, екипна трка)
- Брзо клизање 500 м (шорт трек), 1.000 м, 1.500 м, 5.000 м штафета, 3.000 м штафета)
- Уметнучко клизање (појединачно, плесни парови, спортски парови)
- Карлинг

## Календар
| Фебруар                  | Фебруар | Фебруар | Фебруар | Фебруар | Фебруар | Фебруар | Фебруар | Фебруар | Фебруар | Фебруар | Фебруар | Фебруар | Фебруар | Фебруар | Фебруар | Фебруар | Фебруар |
| Дан                      | 10      | 11      | 12      | 13      | 14      | 15      | 16      | 17      | 18      | 19      | 20      | 21      | 22      | 23      | 24      | 25      | 26      |
| ------------------------ | ------- | ------- | ------- | ------- | ------- | ------- | ------- | ------- | ------- | ------- | ------- | ------- | ------- | ------- | ------- | ------- | ------- |
| Церемоније               |         |         |         |         |         |         |         |         |         |         |         |         |         |         |         |         |         |
| Биатлон                  |         |         |         |         |         |         |         |         |         |         |         |         |         |         |         |         |         |
| Боб                      |         |         |         |         |         |         |         |         |         |         |         |         |         |         |         |         |         |
| Хокеј на леду            |         |         |         |         |         |         |         |         |         |         |         |         |         |         |         |         |         |
| Уметничко клизање        |         |         |         |         |         |         |         |         |         |         |         |         |         |         |         |         |         |
| Карлинг                  |         |         |         |         |         |         |         |         |         |         |         |         |         |         |         |         |         |
| Крос-контри скијање      |         |         |         |         |         |         |         |         |         |         |         |         |         |         |         |         |         |
| Нордијско скијање        |         |         |         |         |         |         |         |         |         |         |         |         |         |         |         |         |         |
| Санкање                  |         |         |         |         |         |         |         |         |         |         |         |         |         |         |         |         |         |
| Брзо клизање             |         |         |         |         |         |         |         |         |         |         |         |         |         |         |         |         |         |
| Кратке стазе             |         |         |         |         |         |         |         |         |         |         |         |         |         |         |         |         |         |
| Алпско скијање           |         |         |         |         |         |         |         |         |         |         |         |         |         |         |         |         |         |
| Скијање слободним стилом |         |         |         |         |         |         |         |         |         |         |         |         |         |         |         |         |         |
| Скијашки скокови         |         |         |         |         |         |         |         |         |         |         |         |         |         |         |         |         |         |
| Скелетон                 |         |         |         |         |         |         |         |         |         |         |         |         |         |         |         |         |         |
| Сноуборд                 |         |         |         |         |         |         |         |         |         |         |         |         |         |         |         |         |         |
| Дан                      | 10      | 11      | 12      | 13      | 14      | 15      | 16      | 17      | 18      | 19      | 20      | 21      | 22      | 23      | 24      | 25      | 26      |

## Земље учеснице
Следећих 80 националних олимпијских комитета учествовало је на 20. зимским олимпијским играма
| Албанија   | Алжир                     | Андора                     | Аргентина            | Јерменија            |
| Аустралија | Аустрија                  | Азербејџан                 | Белорусија           | Белгија              |
| Бермуди    | Босна и Херцеговина       | Бразил                     | Бугарска             | Канада               |
| Чиле       | Кина                      | Костарика                  | Хрватска             | Кипар                |
| Чешка      | Данска                    | Естонија                   | Етиопија             | Финска               |
| Француска  | Грузија                   | Немачка                    | Уједињено Краљевство | Грчка                |
| Хонгконг   | Мађарска                  | Исланд                     | Индија               | Иран                 |
| Ирска      | Израел                    | Италија                    | Јапан                | Казахстан            |
| Кенија     | Северна Кореја            | Јужна Кореја               | Кирибати             | Летонија             |
| Либан      | Лихтенштајн               | Литванија                  | Луксембург           | Република Македонија |
| Мадагаскар | Молдавија                 | Монако                     | Монголија            | Непал                |
| Холандија  | Нови Зеланд               | Норвешка                   | Пољска               | Португалија          |
| Румунија   | Русија                    | Сан Марино                 | Сенегал              | СЦГ                  |
| Словачка   | Словенија                 | Јужна Африка               | Шпанија              | Шведска              |
| Швајцарска | Таџикистан                | Кинески Тајпеј             | Тајланд              | Турска               |
| Украјина   | Сједињене Америчке Државе | Америчка Девичанска Острва | Узбекистан           | Венецуела            |

## Биланс медаља
| ЗОИ 2006 Биланс медаља                     | ЗОИ 2006 Биланс медаља    | ЗОИ 2006 Биланс медаља | ЗОИ 2006 Биланс медаља | ЗОИ 2006 Биланс медаља |        | Пласман по бр. медаља |
| Ранг                                       | Држава                    | Злато                  | Сребро                 | Бронза                 | Укупно | Пласман по бр. медаља |
| 1                                          | Немачка                   | 11                     | 12                     | 6                      | 29     | 1                     |
| 2                                          | Сједињене Америчке Државе | 9                      | 9                      | 7                      | 25     | 2                     |
| 3                                          | Аустрија                  | 9                      | 7                      | 7                      | 23     | 4                     |
| 4                                          | Русија                    | 8                      | 6                      | 8                      | 22     | 5                     |
| 5                                          | Канада                    | 7                      | 10                     | 7                      | 24     | 3                     |
| 6                                          | Шведска                   | 7                      | 2                      | 5                      | 14     | 7                     |
| 7                                          | Јужна Кореја              | 6                      | 3                      | 2                      | 11     | 9                     |
| 8                                          | Швајцарска                | 5                      | 4                      | 5                      | 14     | 7                     |
| 9                                          | Италија                   | 5                      | 0                      | 6                      | 11     | 9                     |
| 10                                         | Француска                 | 3                      | 2                      | 4                      | 9      | 12                    |
| 10                                         | Холандија                 | 3                      | 2                      | 4                      | 9      | 12                    |
| Види:Зимске олимпијске игре 2006. - Медаље |                           |                        |                        |                        |        |                       |